# Људмила Улицка
Људмила Јевгењевна Улицка (Давлеканово 21. фебруар 1943) је једна од најзначајнијих савремених руских књижевница. Светску славу стекла је причама и романима који су преведени на више од двадесет језика.

## Биографија
Људмила Улицка рођена је 21. фебруара 1943. године у Давлеканову, Русија. Дипломорала је биологију на Московском државном универзитету Ломоносов 1968. године. Радила је као научник у Институту за генетику у Москви, али је убрзо остала без посла јер се сазнало да је на својој писаћој машини прекуцавала забрањени роман. Тако се завршила њена научна каријера и отпочела књижевна.
У прво време живела је од писања драма и сценарија за позоришта, радио и телевизију. Писала је и рецензије за драме и преводила стихове с монголског језика.
Приче је почела да објављује по часописима крајем осамдесетих година прошлог века, али је постала позната тек након што су по њеним сценаријима снимљени филмови Сестрице Либерти и Жена за све. Светску славу јој је донео роман Соњечка који је штампан у култном књижевном часопису Нови свет. Соњечка је 1994. године у Француској проглашена за најбољу књигу године и добила престижну књижевну награду Медицис, а четири године касније Улицка за ово дело добија угледну италијанску књижевну награду Ђузепи Ачерби.
Потом су уследиле награде Пен центра, Руска награда Букер, Књига године 2004, Аустријска државна награда за европску књижевност и др.
По њеном роману Случај Кукоцки снимљена је ТВ серија, а према збирци прича Сиромашни рођаци ТV филм.

## Дела
- Соњечка (роман, 1994),
- Сиромашни рођаци (књига прича, 1994),
- Медеја и њена деца (роман, 1996),
- Весели испраћај (новела, 1998),
- Љаљина кућа (књига прича, 1999),
- Случај Кукоцки (роман, 2001),
- Девојчице (књига прича, 2002),
- Провидне приче (књига прича, 2003),
- Искрено ваш Шурик (роман, 2004),
- Људи нашег цара (књига прича, 2005),
- Данијел Штајн, преводилац (роман, 2006),
- Зелени шатор (роман, 2010),
- Јаковљеве лестве (роман, 2015).[5]

## Награде
Добила је читав низ руских и међународних књижевних признања.
- Медицис,
- Москва-ПЕН,
- Ђузепи Ачерби, италијанска књижевна награда
- Руски Букер,
- Награда за руску књигу године,
- кинеска Национална награда за књижевност,
- руска награда Велика књига,
- Гринцан Кавур,
- Велика награда Будимпеште,
- Симон Бовоар,
- Аустријска државна награда за књижевност.[5]